# Осоргино (Уфимский район)
Осоргино (баш. Осоргин) — деревня в Уфимском районе Республики Башкортостан Российской Федерации. Входит в состав Таптыковского сельсовета. Согласно переписи 2020 года население составляло 1043 человека.

## География

### Географическое положение
Расстояние до:
- районного центра (Уфа): 30 км,
- центра сельсовета (Таптыково): 5 км,
- ближайшей ж/д станции (Юматово): 15 км.

## История
С 1992 по 2004 годы — в составе Уфы.
Постановление Совета Министров Республики Башкортостан от 17 апреля 1992 года № 100 «О передаче хозяйств Уфимского района в административные границы г. Уфы, предоставлении земель для коллективного садоводства и индивидуального жилищного строительства» гласит:

2. Включить в состав г. Уфы населенные пункты … Осоргино, Дебовка Таптыковского сельского Совета Уфимского района.
Закон Республики Башкортостан от 15.12.2002 № 382-з «Об описании границы муниципального образования Ленинский район города Уфы Республики Башкортостан» определял границы Осоргино:

Деревня Осоргино граничит:
на севере, северо — западе и северо — востоке — с муниципальным образованием Таптыковский сельсовет Уфимского района;
на юге и юго — востоке — с муниципальным образованием Енгалышевский сельсовет Чишминского района;
на юге и юго — западе — с муниципальным образованием Аровский сельсовет Чишминского района.
С 2004 года — вновь в составе Таптыковского сельсовета.
Закон Республики Башкортостан от 17.12.2004 № 125-з «Об изменениях в административно-территориальном устройстве Республики Башкортостан, изменениях границ и преобразованиях муниципальных образований в Республике Башкортостан» гласит: 

56. Изменить границы города Уфы, Ленинского района города Уфы, Уфимского района, Таптыковского сельсовета Уфимского района согласно представленной схематической карте, передав деревни Осоргино и Дебовка Ленинского района города Уфы в состав территории Таптыковского сельсовета Уфимского района.

## Население
| 2002 | 2009 | 2010 |
| ---- | ---- | ---- |
| 185  | ↗216 | ↗238 |

Согласно переписи 2020 года, преобладающая национальность — русские (42,3 %), татары (35,1 %), башкиры (17,4 %).